# 腹睛頭棘鮃
腹睛頭棘鮃為輻鰭魚綱鰈形目鰈亞目牙鮃科的其中一種，為熱帶海水魚，分布於印度洋區，從阿曼灣至安達曼海海域，棲息在底層水域，生活習性不明。